# Unsun
UnSun fue una banda polaca de Gothic metal, formada por el guitarrista Maurycy "Mauser" Stefanowicz de la banda de Death Metal "Vader". Su álbum debut, titulado "The End Of Life", fue lanzada el 22 de septiembre de 2008, por la discográfica Century Media.

## Biografía
La banda fue fundada originalmente por un guitarrista Polaco de Death Metal de la banda "Vader", con Aya como vocalista. Originalmente llamada "Unseen", luego cambiaron el nombre a Unsun, para reflejar su fusión de influencias de Death Metal y las vocales melódicas. Mauser y Aya decidieron que les gustaría continuar con este proyecto y añadir músicos adicionales para completar el grupo. En 2007, el grupo firmó con Mystic Production. Su álbum debut "The End of Life", fue grabado en los Studios-x en 2008, y lanzada mundialmente a través de Century Media Records.
El 11 de octubre de 2010 lanzan su segundo trabajo discográfico, "Clinic for dolls", bajo el sello de Mystic Productions. La canción promocional escogida para este álbum es "Home", del cual se lanzó su video correspondiente.
El 5 de febrero de 2016 la banda dio a conocer a través de un comunicado en Facebook que habían decidido finalizar toda actividad, debido a profundos problemas de salud de Aya que le impiden caminar y cantar. Maurycry continúa componiendo música para su proyecto en solitario.

## Discografía
Wisphers (Demo, 2006)
|    | Title                                            | Length |
| -- | ------------------------------------------------ | ------ |
| 1. | "On the edge"                                    | 3:41   |
| 2. | "Memories"                                       | 3:43   |
| 3. | "Na krawędzi (Versión en polaco de On the edge)" | 3:41   |
| 4. | "Wspomnienie(Versión en polaco de Memories)"     | 3:43   |

The End of Life (2008)
|     | Title                                | Length |
| --- | ------------------------------------ | ------ |
| 1.  | "Whispers"                           | 3:33   |
| 2.  | "Lost Innocence"                     | 3:19   |
| 3.  | "Blinded By Hatred"                  | 3:33   |
| 4.  | "Face the Truth"                     | 5:05   |
| 5.  | "The Other Side"                     | 4:03   |
| 6.  | "Destiny"                            | 3:54   |
| 7.  | "Memories"                           | 3:50   |
| 8.  | "Bring Me to Heaven"                 | 4:46   |
| 9.  | "On The Edge"                        | 3:34   |
| 10. | "Closer To Death"                    | 3:44   |
| 11. | "Indifference"                       | 2:59   |
| 12. | "Whispers"                           | 3:40   |
| 13. | "Wspomnienie [Japanese Bonus Track]" | 3:44   |

Clinic for dolls (2010)
|     | Title              | Length |
| --- | ------------------ | ------ |
| 1.  | "The lost way"     | 5:38   |
| 2.  | "Clinic for dolls" | 4:18   |
| 3.  | "Time"             | 4:26   |
| 4.  | "Mockers"          | 4:07   |
| 5.  | "Not Enough"       | 4:15   |
| 6.  | "The Last Tear"    | 4:19   |
| 7.  | "Home"             | 4:26   |
| 8.  | "Ceased"           | 4:36   |
| 9.  | "A single touch"   | 4:35   |
| 10. | "Why"              | 3:30   |

- Datos: Q676698
- Multimedia: UnSun / Q676698